# JetCat P400
JetCat P400 PRO — це невеликий турбореактивний двигун, виготовлений компанією JetCat і який використовується як силова установка моделей літаків із нерухомим крилом і деяких реактивних ранців .

## Застосування
- Реактивний ранець [1]
- Lockheed Martin X-56
- Український реактивний ударний безпілотник великої дальності (OWA-UAVs)

## Технічні характеристики

### Загальні характеристики
- Тип: турбореактивний
- Довжина: 376 мм
- Діаметр: 148 мм
- Суха вага: 4 140 г

### Компоненти
- Компресор: відцентровий
- Тип палива: гас

### Продуктивність
- Максимальна тяга: 425 N[2]
- 1,4 літра пального за хвилину споживання (під повним навантаженням)[3]